# FIBA Europapokal der Landesmeister 1989/90
Die Saison 1989/90 war die 33. Spielzeit des FIBA Europapokal der Landesmeister, der von der FIBA Europa veranstaltet wurde.
Den Titel gewann zum zweiten Mal Jugoplastika Split aus Jugoslawien.

## Modus
Es nahmen die 26 Meister der nationalen Ligen sowie der Titelverteidiger teil. Die Sieger der Spielpaarungen der ersten und des Achtelfinals wurden in Hin- und Rückspiel ermittelt. Entscheidend war das gesamte Korbverhältnis beider Spiele. Die Sieger des Achtelfinals erreichten die Gruppenphase, in der die acht verbliebenen Mannschaften um den Einzug ins Finalturnier kämpften.
Die vier Besten der Gruppenphase erreichten das Final Four, aus welchem der Sieger des Wettbewerbs hervorging.

## 1. Runde
- Hinspiele: 28. September 1989
- Rückspiele: 5. Oktober 1989

|                          | Gesamt  |                        | Hinspiel | Rückspiel |
| ------------------------ | ------- | ---------------------- | -------- | --------- |
| Commodore Den Helder     | 176:174 | Steiner Bayreuth       | 97:75    | 79:97     |
| Partizani Tirana         | 132:202 | Maes Pils Mechelen     | 68:89    | 64:113    |
| Stroitel Kiew            | 228:192 | Csepel SC              | 131:98   | 97:94     |
| Eczacıbaşı Istanbul      | 140:185 | Lech Posen             | 61:100   | 79:85     |
| Bracknell Tigers         | 250:196 | Keflavík ÍF            | 144:105  | 106:91    |
| Benfica Lissabon         | 172:214 | Philips Milano         | 99:112   | 73:92     |
| NMKY Helsinki            | 177:194 | Pully Basket           | 87:90    | 90:104    |
| Täby Basket              | 144:166 | Baník Cigel' Prievidza | 83:71    | 61:95     |
| Keravnos Strovolou       | 162:189 | Balkan Botewgrad       | 87:105   | 75:84     |
| Union Sportive Hiefenech | 182:187 | BK Klosterneuburg      | 81:89    | 101:98    |
| Basketballklubben BMS    | 121:160 | MIM Livingston         | 62:74    | 59:86     |

## Achtelfinale
- Hinspiele: 26. Oktober 1989
- Rückspiele: 2. November 1989

|                        | Gesamt  |                    | Hinspiel | Rückspiel |
| ---------------------- | ------- | ------------------ | -------- | --------- |
| Commodore Den Helder   | 169:154 | Maes Pils Mechelen | 99:70    | 70:84     |
| Stroitel Kiew          | 188:189 | Lech Posen         | 104:88   | 84:101    |
| Bracknell Tigers       | 198:241 | Philips Milano     | 95:115   | 103:126   |
| Pully Basket           | 197:242 | Limoges CSP        | 95:115   | 102:127   |
| Baník Cigel' Prievidza | 145:178 | FC Barcelona       | 74:85    | 71:93     |
| Balkan Botevgrad       | 179:226 | Aris Thessaloniki  | 91:107   | 88:119    |
| BK Klosterneuburg      | 146:189 | Maccabi Tel Aviv   | 84:103   | 62:86     |
| MIM Livingston         | 149:219 | Jugoplastika Split | 84:97    | 65:122    |

## Gruppenphase
Bei Punktgleichheit zweier oder dreier Teams entschied nicht das Korbverhältnis, sondern der direkte Vergleich untereinander.
| - 1. Spieltag: 7. Dezember 1989 - 2. Spieltag: 14. Dezember 1989 - 3. Spieltag: 4. Januar 1990 - 4. Spieltag: 11. Januar 1990 - 5. Spieltag: 18. Januar 1990 - 6. Spieltag: 25. Januar 1990 - 7. Spieltag: 1. Februar 1990 | - 8. Spieltag: 8. Februar 1990 - 9. Spieltag: 22. Februar 1990 - 10. Spieltag: 1. März 1990 - 11. Spieltag: 8. März 1990 - 12. Spieltag: 15. März 1990 - 13. Spieltag: 22. März 1990 - 14. Spieltag: 29. März 1990 |

### Gruppe Top 8
| Team                    | Sp | S  | N  | P+   | P-   |
| ----------------------- | -- | -- | -- | ---- | ---- |
| 1. FC Barcelona         | 14 | 12 | 2  | 1291 | 1084 |
| 2. Jugoplastika Split   | 14 | 11 | 3  | 1277 | 1114 |
| 3. Limoges CSP          | 14 | 10 | 4  | 1320 | 1217 |
| 4. Aris Thessaloniki    | 14 | 8  | 6  | 1296 | 1224 |
| 5. Philips Milano       | 14 | 7  | 7  | 1271 | 1279 |
| 6. Maccabi Tel Aviv     | 14 | 6  | 8  | 1185 | 1241 |
| 7. Commodore Den Helder | 14 | 2  | 12 | 1147 | 1291 |
| 8. Lech Posen           | 14 | 0  | 14 | 1147 | 1484 |

|            | Barcelona | Split  | Limoges | Aris   | Milano | Tel Aviv | Den Helder  | Posen  |
| ---------- | --------- | ------ | ------- | ------ | ------ | -------- | ----------- | ------ |
| Barcelona  | *         | 79:73  | 72:63   | 90:56  | 97:85  | 107:85   | 88:73 n. V. | 125:73 |
| Split      | 86:73     | *      | 103:83  | 85:89  | 95:89  | 79:61    | 105:78      | 98:74  |
| Limoges    | 91:103    | 100:93 | *       | 94:84  | 85:76  | 100:75   | 112:80      | 115:90 |
| Aris       | 94:100    | 79:80  | 89:79   | *      | 95:77  | 98:81    | 110:102     | 116:92 |
| Milano     | 94:93     | 73:84  | 94:92   | 100:92 | *      | 106:104  | 104:87      | 99:82  |
| Tel Aviv   | 74:84     | 87:93  | 78:88   | 94:92  | 88:76  | *        | 96:83       | 93:81  |
| Den Helder | 56:67     | 76:83  | 84:88   | 72:99  | 81:89  | 81:83    | *           | 83:71  |
| Posen      | 81:113    | 73:120 | 91:118  | 78:103 | 92:104 | 73:86    | 96:111      | *      |

## Final Four

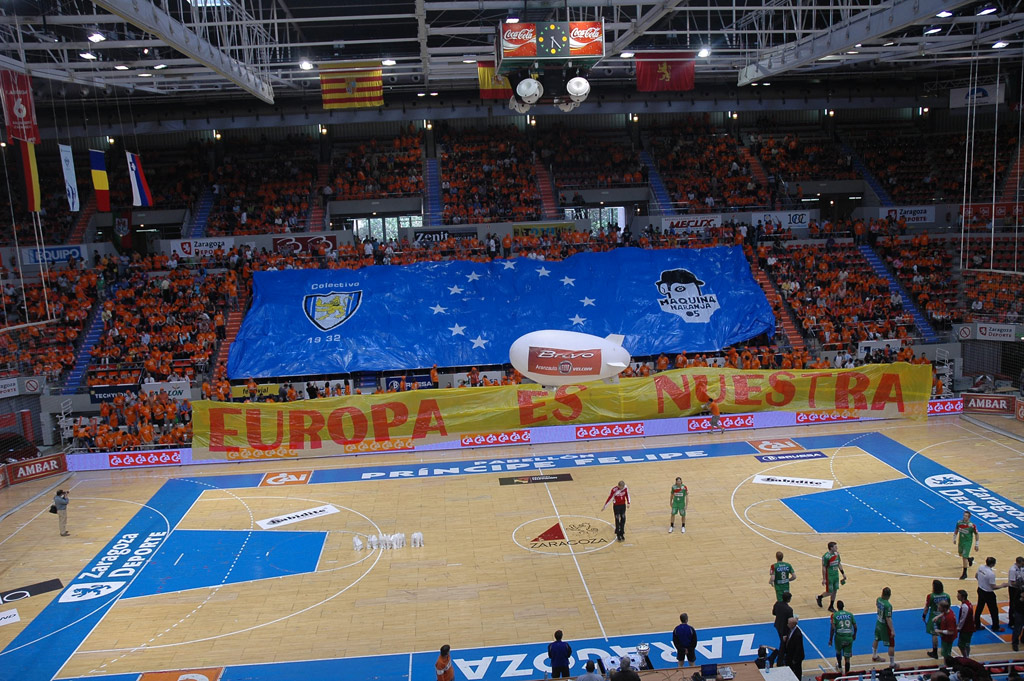
Príncipe Felipe Arena

Das Final Four fand vom 17. bis 19. April 1990 in der Príncipe Felipe Arena in Saragossa, Spanien, statt.

### Halbfinale
Die Halbfinalspiele fanden am 17. April 1990 statt.
|                    | Ergebnis |                   |
| ------------------ | -------- | ----------------- |
| FC Barcelona       | 104:83   | Aris Thessaloniki |
| Jugoplastika Split | 101:83   | Limoges CSP       |

### Spiel um Platz 3
Das Spiel um Platz 3 fand am 19. April 1990 statt.
|             | Ergebnis |                   |
| ----------- | -------- | ----------------- |
| Limoges CSP | 103:91   | Aris Thessaloniki |

### Finale

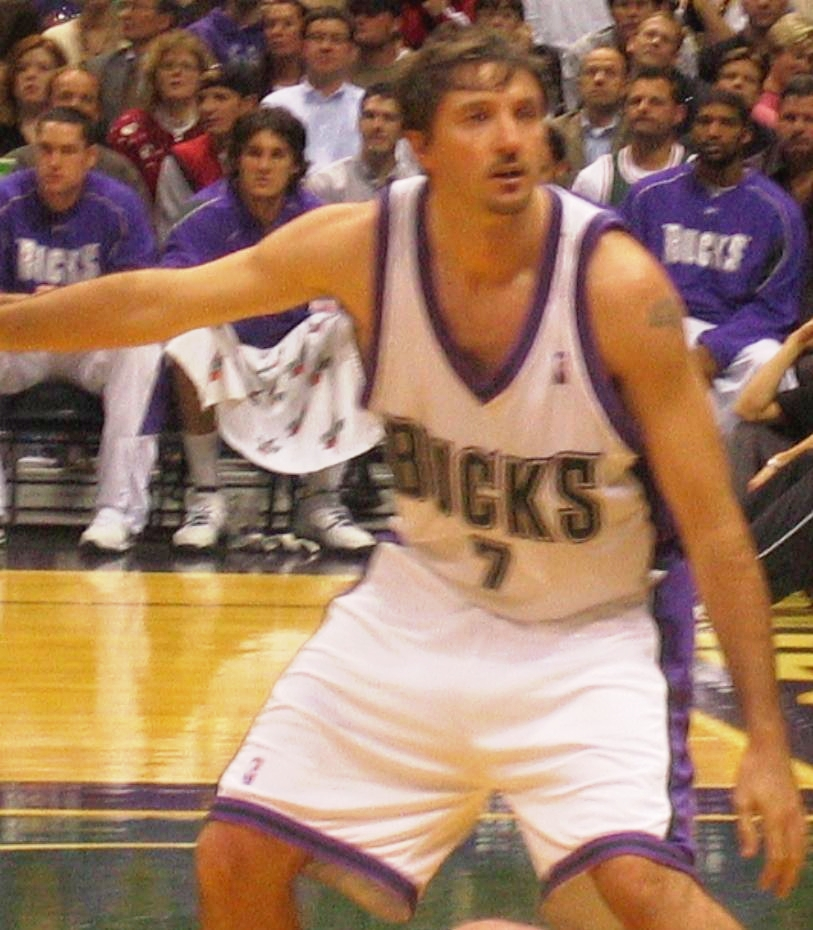
Final Four MVP und Topscorer: Toni Kukoč

| Paarung            | FC Barcelona – Jugoplastika Split |
| Ergebnis           | 67:72 |
| Datum              | 19. April 1990 |
| Halle              | Príncipe Felipe Arena, Saragossa |
| Zuschauer          | 11.000 |
| FC Barcelona       | Nacho Solozábal 5 Punkte, Juan Antonio San Epifanio 10, Andrés Jiménez 8, David Wood 12, Audie Norris 18; Quim Costa 3, Xavi Crespo 5, Ferran Martínez 6 Trainer: Aíto García Reneses |
| Jugoplastika Split | Zoran Sretenović 5, Duško Ivanović 12, Velimir Perasović 12, Dino Rađa 12, Goran Sobin 7, Luka Pavićević, Toni Kukoč 20, Žan Tabak, Zoran Savić 4 Trainer: Božidar Maljković          |

### Auszeichnungen

#### Final FourMVP
- Toni Kukoč (Jugoplastika Split)

#### Topscorer des Endspiels
- Toni Kukoč (Jugoplastika Split): 20 Punkte